# Muzeum Pożarnictwa w Alwerni
Małopolskie Muzeum Pożarnictwa w Alwerni – muzeum pożarnictwa w małopolskiej Alwerni powstało 4 maja 1953 z inicjatywy kpt. Zbigniewa Konrada Gęsikowskiego, w dniu wspomnienia w Kościele katolickim Świętego Floriana, patrona strażaków. Jest to najstarsze, dostępne do zwiedzania, muzeum pożarnictwa w Polsce. Od chwili założenia zebrano kilkaset eksponatów technicznych, plakaty, afisze i kalendarze.
Wyjątkowo cennymi eksponatami są wozy konne z lat 1910, 1912, 1913, i samochody: Mercedes z 1926, Polski Fiat z 1936, sikawki ręczne i silniki, motopompy, toporki, hełmy i sztandary. Większość tych cennych eksponatów zostało zebranych przez kpt. Gęsikowskiego jako dary od jednostek strażackich z całej Małopolski, a nierzadko z całego kraju i zagranicy. W muzealnych gablotach można zobaczyć również zbiory filumenistyczne i filatelistyczne, kolekcje medali, odznaczeń, plakietek oraz fotografie. Dostępne są również eksponaty związane z dziejami Alwerni, klasztoru ojców bernardynów oraz okolicznych miejscowości.

## Wybrane eksponaty

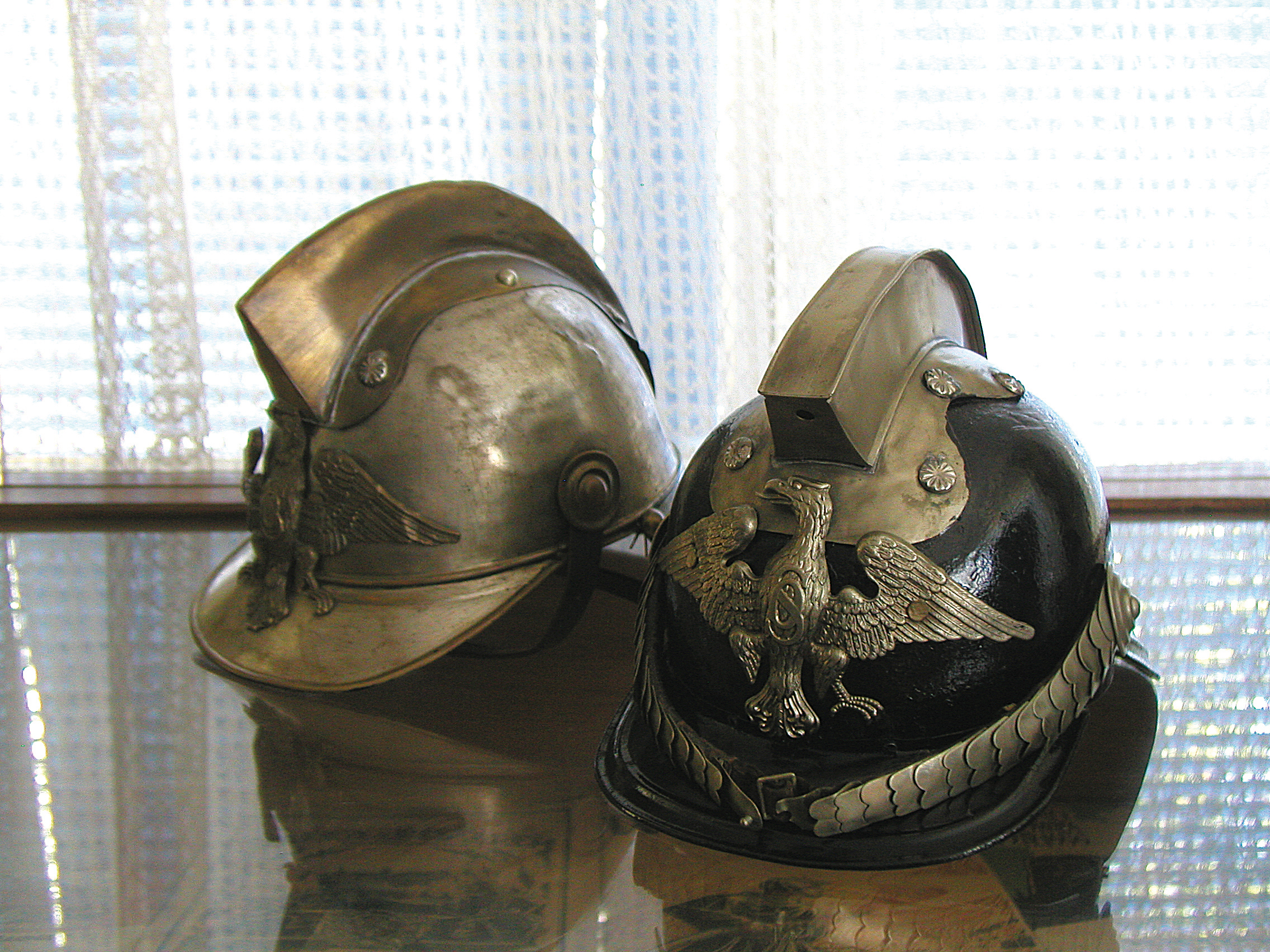
Hełmy strażackie
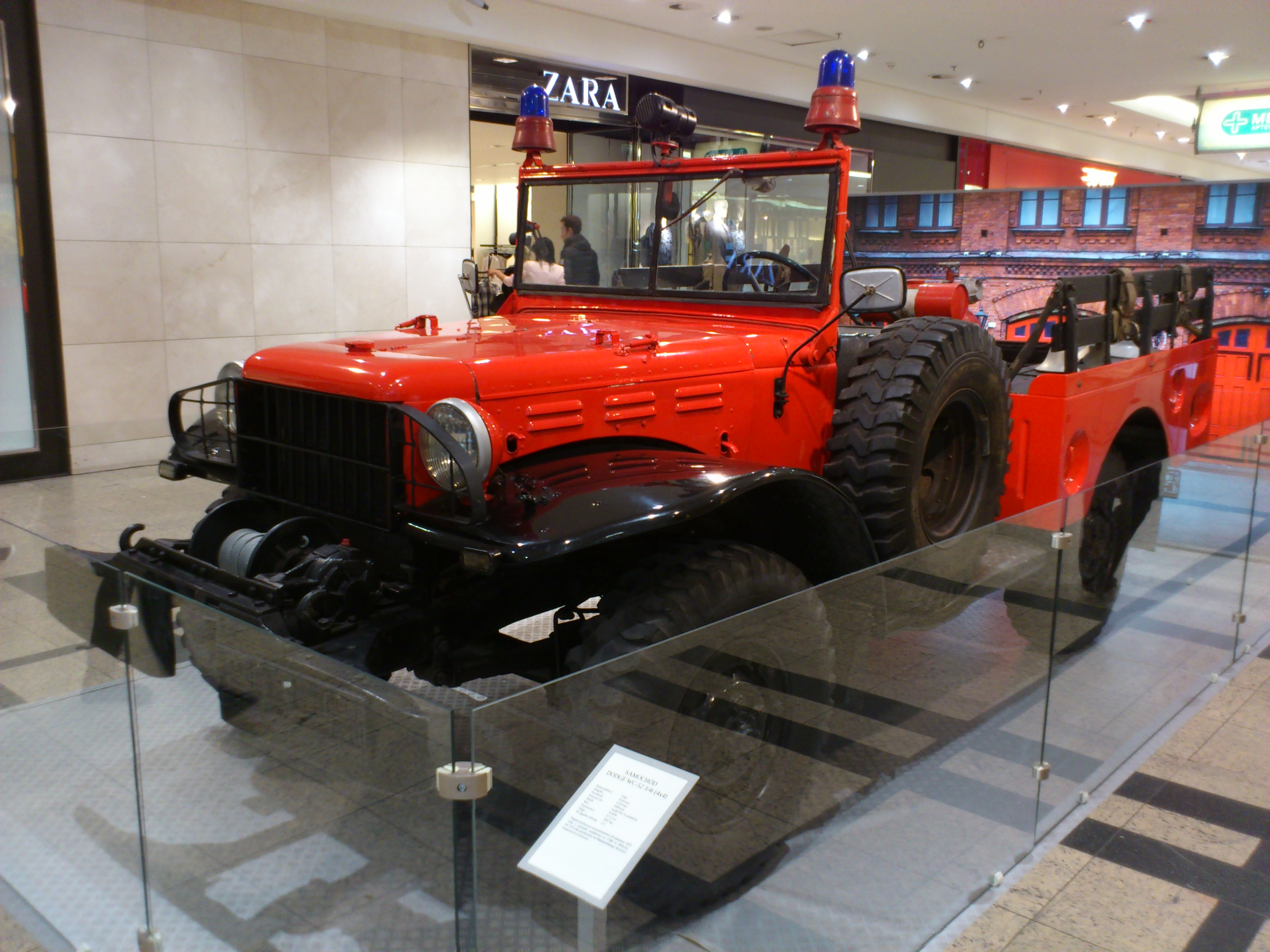
GLM Dodge WC-52
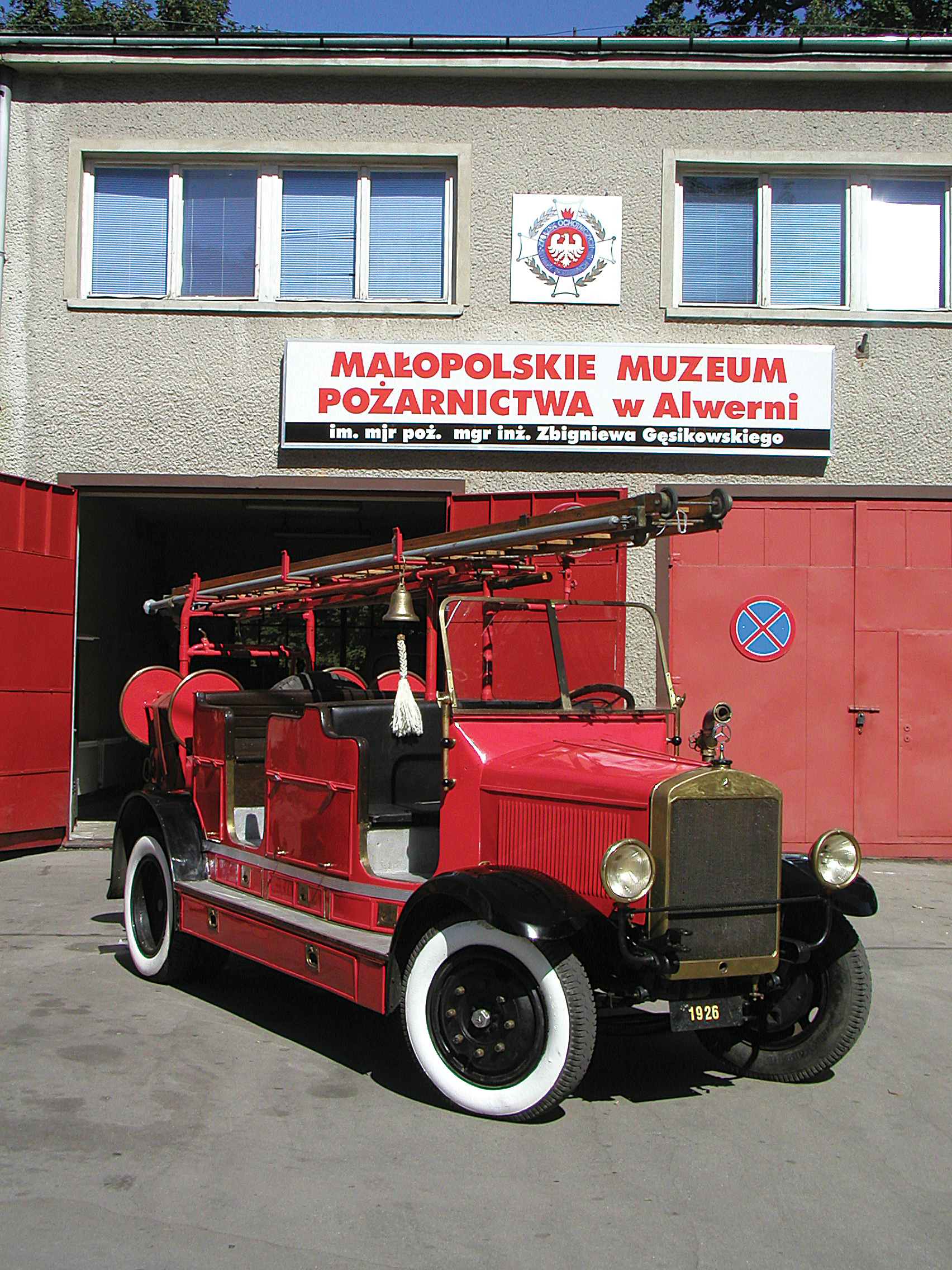
Mercedes z 1926
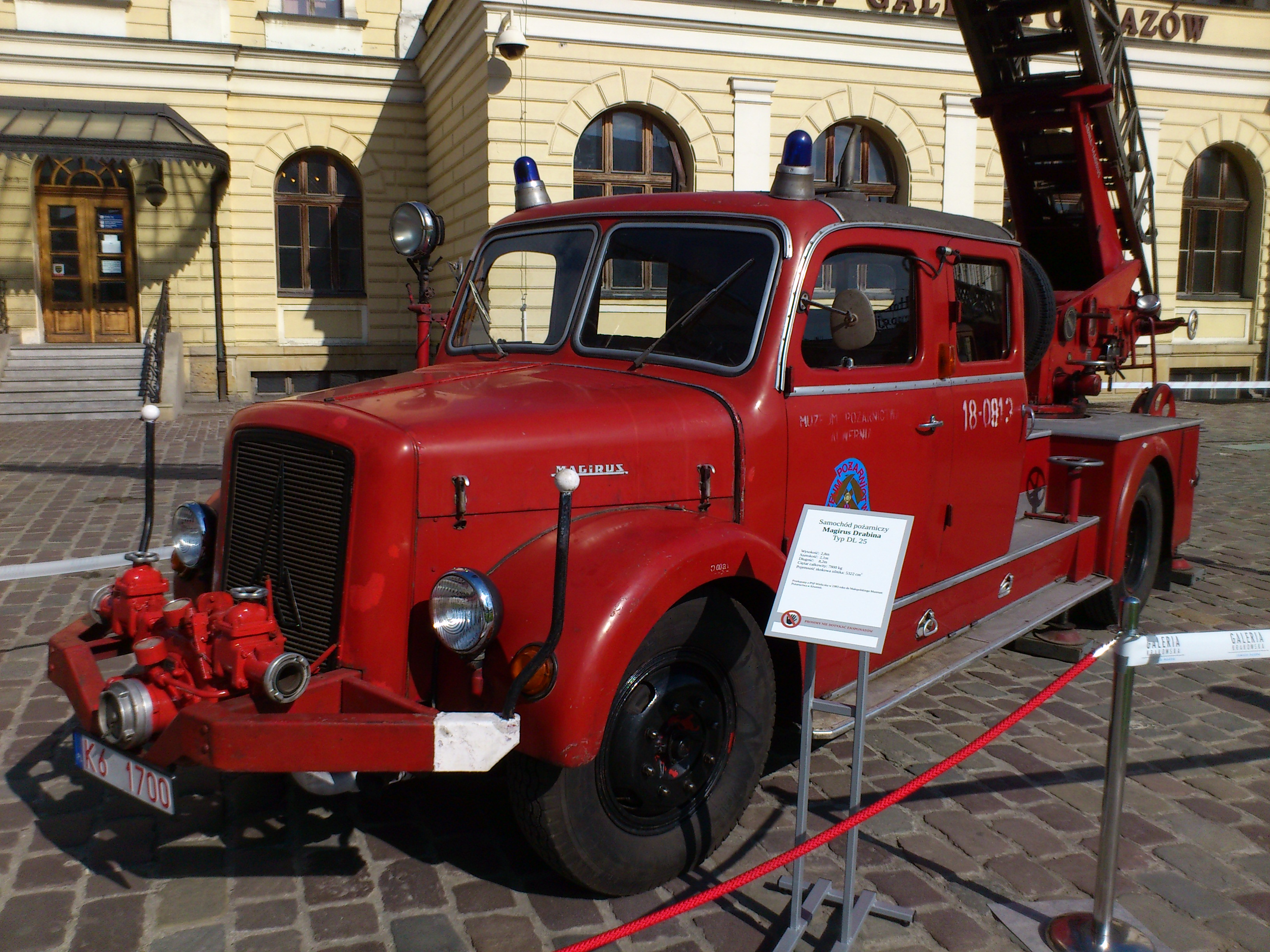
Magirus